# 清源路站
清源路站是一个位于中国北京市大兴区黄村地区清源街道与兴丰街道交界兴华大街、清源路交叉口，属于北京地铁大兴线的地铁车站。

## 位置
清源路站位于兴华大街同清源路的交汇处。

## 结构

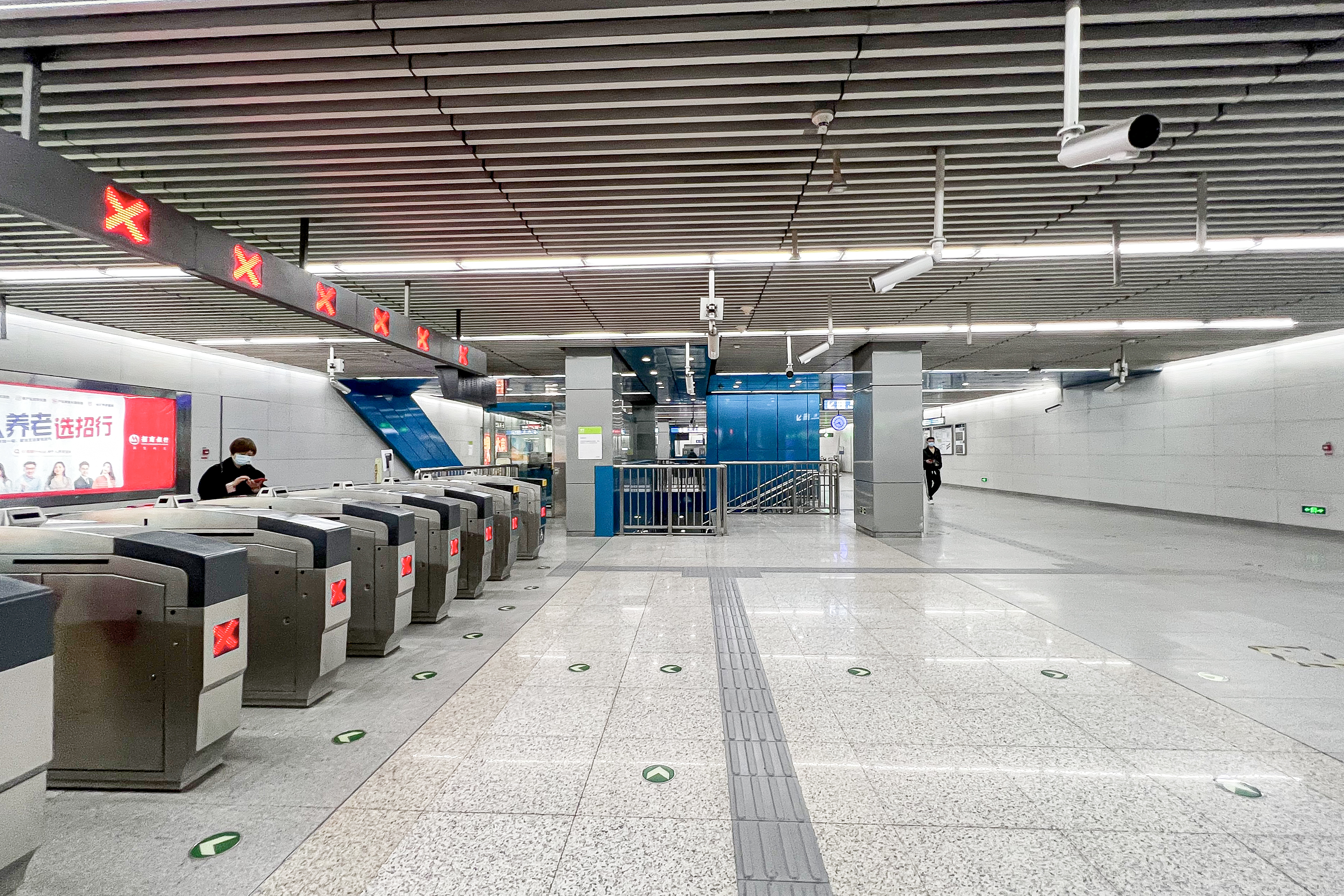
站厅

该站为地下车站，岛式站台设计。设3个出口：A（西北）、B（东北）、C（东南）。站外有1处公交换乘港。
| 地面层          | 地面                           | A-C出入口                           |
| 地下一层 站厅层 | 站厅                           | 客务中心、自动售票机、进出站闸机    |
| 地下二层 站台层 |                                | █ 大兴线往安河桥北（4号线）（枣园） |
| 地下二层 站台层 | 岛式站台，左側開门             |                                     |
| 地下二层 站台层 | █ 大兴线往天宫院（黄村西大街） |                                     |

## 出入口
|                       |                  | |      |            |  |
| 编号                  | 指示             | 建议前往的目的地 | 图片 | 无障碍设施 |  |
| 出口 · A              | 兴华大街（西侧） | 国家教育行政学院、北京印刷学院                                                                                                 |      | 不適用     |  |
| 出口 · B              | 兴华大街（东侧） | 清源路派出所 |      | 不適用     |  |
| 出口 · C · 升降机标志 | 兴华大街（东侧） | 北京市仁和医院、大兴区第三幼儿园、大兴区第七小学、教师进修学校、北京市大兴区社区学院、国家税务总局北京市大兴区税务局黄村税务所 |      |            |  |
| 註： 設有             |                  | |      |            |  |